# ダニエル・カステラーニ
ダニエル・カステラーニ（Daniel Castellani, 1961年3月21日 - ）は、アルゼンチンの元男子バレーボール選手、指導者。元アルゼンチン代表。

## 来歴
1982年世界選手権で銅メダルを獲得した。1988年ソウルオリンピックで銅メダルを獲得した。現役引退後は指導者に転じ、1996年アトランタオリンピックではアルゼンチン男子代表監督を務めた。2006年からポーランドリーグのスクラ・ベウハトゥフの監督を務めた。2009年にポーランド男子代表監督に就任した。
2024年、JTマーヴェラスの監督就任が発表されたが、健康上の理由により就任辞退となった。

## 球歴
- オリンピック - 1984年（6位）、1988年（銅メダル）
- 世界選手権 - 1982年（銅メダル）

## 指導歴
クラブチーム
- ジョーイア・デル・バレー（2001-2002年）
- オリゲネス・ボリバル（2002-2006年）
- スクラ・ベウハトゥフ（2006-2009年）
- フェネルバフチェSK（2011-2012年）
- ザクサ・ケンジェジン・コジレ（2012-2013年）
- フェネルバフチェSK（2013-2015年）
- シル・サフェーティ・ペルージャ（2015年）
- ノリコ・マーサイク（2016-2017年）
- タウバテ（2017-2019年）
- AZSオルシュティン（2020-2021年）
- フェネルバフチェSK（2021-2023年）
- オリンピアコス（2023-2024年）

代表チーム
- アルゼンチン男子代表（1993-1999年）
- ポーランド男子代表（2009-2010年）
- フィンランド男子代表（2011-2012年）
- アルゼンチン女子代表（2022-）